# Sokkal több mint testőr
A Sokkal több mint testőr (eredeti cím: The Hitman's Bodyguard) 2017-ben bemutatott amerikai akció-filmvígjáték, melyet Patrick Hughes rendezett és Tom O'Connor írt. A főszerepben Ryan Reynolds, Samuel L. Jackson, Gary Oldman és Salma Hayek látható.
Az Amerikai Egyesült Államokban 2017. augusztus 18-án mutatták be, Magyarországon egy héttel később szinkronizálva, augusztus 24-én, a Freeman Film forgalmazásában.
A film forgatása 2016. április 2-án kezdődött London, Amszterdam és Szófia területein.

## Cselekmény
Michael Bryce (Ryan Reynolds) egy „tripla A” minősítésű testőr, ami a testőrök között a legmagasabb szint. Többnyire bűnözőket véd meg másoktól. Luxuskörülmények között él, azonban a világa egy pillanat alatt összeomlik, amikor egyik ügyfelét, aki éppen beszállt egy magánrepülőgépbe, lelövik.
Vlagyiszlav Dukovics (Gary Oldman) Belarusz könyörtelen és vérszomjas diktátora, aki válogatás nélkül ölet meg ártatlan embereket. Tettei miatt a Hágai Nemzetközi Bíróság ítéletére vár, azonban az ellene behívható tanúk sorra visszalépnek vagy gyilkosságok áldozatai lesznek. Tanú és bizonyítékok hiányában a bíróságnak szabadon kell engednie, azonban az Interpol talál egy lehetséges tanút, egy bérgyilkost, aki éppen egy angliai börtönben tölti életfogytiglani büntetését. Ő Darius Kincaid	(Samuel L. Jackson), aki hajlandó tanúskodni Hágában Dukovics ellen, azzal a feltétellel, hogy a feleségét, aki szintén börtönben van, de Amszterdamban, szabadon engedik.
Az Angliából Hollandiába való fogolyszállítást az Interpol igazgatóhelyettese egy kezdő női parancsnokra bízza és tizenkét embert ad mellé. Hiába van a környék kiürítve, a konvojt a szűk londoni utcákon megtámadják és majdnem mindenki meghal a tűzharcban. Dariusnak sikerül megszereznie a bilincse kulcsait, és az áldozatoktól fegyvert szerez, amivel néhány, még életben lévő támadót ártalmatlanít, azonban ő is sebet kap az alsó lábszárán. A tapasztalatlan női parancsnok – Amelia Roussel Interpol-ügynök – kis habozás után egy közeli rejtekhelyre viszi, mivel a sebet el kell látni és segítséget kell szereznie, mivel nyilvánvalóvá válik számára, hogy a titkos útvonaltervet az Interpol belső körei közül szivárogtatta ki valaki. Hamarosan ki is derül, hogy az áruló az Interpol igazgatóhelyettese, aki jelentkezik Dukovicsnál a beígért pénzért. Ő azonban egy golyóstollal a kezébe döf, mivel a célpont, Darius még nem halt meg.
Amelia felhívja egyetlen ismerősét, akire rá meri bízni a fogoly épségben való átszállítását Hágába, aki nem más, mint volt barátja, Michael Bryce, aki viszont azt hiszi, hogy a lány elárulta őt két évvel ezelőtt, mivel csak neki mondta meg az akkori ügyfele nevét. Azonban Michael mégis elvállalja a feladatot, mert Amelia megígéri neki, hogy visszakapja az áhított „tripla A” minősítést.
Michael és Darius kölcsönösen utálják egymást és meg akarják egymást ölni, mielőtt még Amelia tisztázná a feladatot. Kényszerűségből beleegyeznek az utazásba, de Michael nem ad Dariusnak fegyvert és a bilincset is rajta tartja egy darabig. 
Hamarosan üldözőik akadnak, akik belarusz nyelven beszélnek és be tudják mérni Darius mobiltelefonját, amit óvatlanul magánál tartott. Lopott kocsijuk felrobban, de sikerül megölniük három üldözőjüket. Egy kisbusz veszi fel őket, és elszállítja őket Doverig, ahol kompra szállnak.
Az üldözés Amszterdamban folytatódik, bár először Darius egy jelet hagy a feleségének: egy csokor tulipánt és egy sapkát helyez el egy óratorony párkányán, ahova a neje éppen rálát a börtöncellája ablakából.
Miután Bryce megtudja, hogy két évvel korábban Kincaid lőtte le ügyfelét, faképnél hagyja őt, de aztán motorra ül és segít az üldözők kiiktatásában, míg Darius motorcsónakon menekül.
A bírósági terembe szinte a határidő utolsó másodpercében sikerül belépniük. Darius elmondja, hogy Dukovics egyik ellenfele kiiktatásával bízta volna meg, de amikor tudomására jutott, hogy közben egy falu lakosságának kiirtására adott parancsot, visszaadta a megbízást. Állításait egy FTP szerveren található fényképekkel bizonyítja. A megdöbbent résztvevők között mozgolódás támad, az Interpol igazgatóhelyettese kisiet a teremből, de Amelia szemmel tartja és a nyomában van, a folyosón összeverekszenek.
A teremben Dukovics magához ragadja a szót és váratlanul mindent bűnét beismeri, de hozzáteszi, hogy ezek nem bűnök, mivel a népével azt tesz, amit akar. Közben beindul a kiszabadítására a „B-terv”. Ennek első lépése, hogy egy bombákkal megrakott kamion az épület elé hajt és ott felrobban. Az épület megremeg, az emberek menekülni kezdenek, köztük elsősorban Dukovics, aki előbb még lead egy lövést a fedezék nélkül lévő Dariusra, de Michael odaugrik elé, így a lövedék őt találja el. Darius (Michael jóváhagyásával) Dukovics nyomába ered, aki tervszerűen a tető felé menekül, ahol majd egy helikopter fogja várni. Azonban Darius lelövi az embereit, és Dukovicsot is megsebesíti, végül lerúgja a tetőről.

## Szereposztás
| Szerep              | Színész            | Magyar hang          | Leírás                                                                         |
| ------------------- | ------------------ | -------------------- | ------------------------------------------------------------------------------ |
| Michael Bryce       | Ryan Reynolds      | Dányi Krisztián      | Egy „tripla A” minősítésű testőr                                               |
| Darius Kincaid      | Samuel L. Jackson  | Kőszegi Ákos         | A világ egyik leghírhedtebb bérgyilkosa, Sonja férje                           |
| Vladiszlav Dukovics | Gary Oldman        | Epres Attila         | Egy könyörtelen kelet-európai diktátor, aki tettei miatt bírósági ítéletre vár |
| Sonia Kincaid       | Salma Hayek        | Majsai-Nyilas Tünde  | Darius felesége, aki ugyanolyan hírhedt                                        |
| Amelia Roussel      | Élodie Yung        | Trokán Nóra          | Egy Interpol ügynök, Michael volt barátnője                                    |
| Jean Foucher        | Joaquim de Almeida | Vass Gábor           | –                                                                              |
| Garrett             | Sam Hazeldine      | Szűcs Péter Pál      | –                                                                              |
| Seifert             | Richard E. Grant   | Csík Csaba Krisztián | –                                                                              |
| Livitin             | Mikhail Gorevoy    | Katona Zoltán        | –                                                                              |

## Kritikai visszhang
A film kritikai szempontból vegyes visszajelzéseket kapott az értékelőktől. A Metacritic oldalán a film értékelése 47% a 100-ból, ami 41 véleményen alapul. A Rotten Tomatoeson a Sokkal több mint testőr 39%-os minősítést kapott, 143 értékelés alapján.

## Bevételek
Világszerte több mint 176 millió dolláros bevételt ért el.